# Valerij Dvojnikov
Valerij Vasiljevitj Dvojnikov (ryska: Валерий Васильевич Двойников), född den 4 maj 1950 i Oziorsk, Ryssland, är en tidigare sovjetisk judoutövare.
Han tog OS-silver i herrarnas mellanvikt i samband med de olympiska judotävlingarna 1976 i Montréal.